# HD 176819
HD 176819，又名BD+20 4022，SAO 86704、HR 7200，是一颗恒星，视星等为6.69，位于銀經52.67，銀緯7.25，其B1900.0坐标为赤經18h 57m 4.1s，赤緯+20° 7.25′ 27″。